# Будинок Кричевського-Лебіщака
Будинок Криче́вського-Лебіщака́ — будинок у стилі українського модерну, зведений 1916 року в містечку Опішні за проєктом архітектора Василя Кричевського та технолога-кераміста Юрія Лебіщака. З січня 2013 року у будівлі відкрився музей мистецької родини Кричевських.

## Історія
Споруда призначалася для діяльності в ній Опішнянського гончарного показового пункту Полтавського губернського земства. Одним із культурологічних феноменів в Україні була діяльність у будівлі гончарних шкіл, а згодом артілі, заводу «Художній керамік». Фактично вона стала осердям понад столітнього розвитку вітчизняного гончарного шкільництва.
До зведення «Будинку Кричевського-Лебіщака» на цьому місці функціонували:
- у 1894—1899 роках — перша в Лівобережній Україні гончарна школа — Опішнянська зразкова гончарна навчальна майстерня Полтавського губернського земства;
- у 1912—1915 роках — Опішнянський гончарний показовий пункт Полтавського губернського земства

Після зведення будівлі в ній діяли:
- у 1916—1918 роках — Опішнянський гончарний показовий пункт Полтавського губернського земства;
- у 1919—1924 роках — Опішнянська гончарна майстерня;
- у 1925—1926 роках — Опішнянська керамічна кустарно-промислова школа;
- у 1927—1931 роках — Опішнянська керамічна промислова школа;
- у 1931—193 роках — Опішнянська керамічна школа ФЗУ;
- у 1934—1936 роках — Опішнянська артіль «Художній керамік»;
- у 1936—1941 роках — Опішнянська школа майстрів художньої кераміки;
- у 1941—1943 роках — гончарне підприємство німецької окупаційної влади;
- у 1943—1960 роках — Опішнянська артіль «Художній керамік»;
- у 1960—2002 роках — Опішнянський завод художніх виробів «Художній керамік»;

У будівлі перебували Опанас Сластьон, Єлизавета Трипільська, Микола Самокиш, Порфирій Мартинович, Леонід Позен, Олександр Довженко. Там творили гончарі: Федір Чирвенко, Іван Гладиревський, Василь Поросний, Петро Кононенко, Іван Білик, Михайло Китриш, Василь Омеляненко, Гаврило Пошивайло, Олександра Селюченко, Зінаїда Линник, Параска Біляк, Мотрона Назарчук, Наталка Оначко; технологи-керамісти Юрко Лебіщак і Осип Білоскурський. Там бували й компартійні керівники тоталітарної доби — Микита Хрущов, Володимир Щербицький; Президенти України — Леонід Кучма й Віктор Ющенко.

## Сучасність
З 1988 року пам'ятка перебуває в структурі Національного музею-заповідника українського гончарства в Опішному. На час передачі будівлі Музею-заповіднику вона була в украй занедбаному стані й потребувала капітального ремонту. 
Незважаючи на те, що будівля ремонтувалася, упродовж 2009—2012 років у будинку, в міжремонтні паузи, регулярно розгорталися експозиції національних художніх виставок.
2012 року Верховна Рада України прийняла Постанову «Про відзначення 140-річчя з дня народження Василя Кричевського» на державному рівні. З нагоди ювілею Національний музей-заповідник українського гончарства подав клопотання про створення на базі «Будинку Кричевського-Лебіщака» Музею мистецької родини Кричевських. Так, на початку січня 2013 року за підтримки Верховної Ради України, Кабінету Міністрів України й Міністерства культури відкрився Музей мистецької родини Кричевських — перший в Україні  музей, присвячений творчому доробку ці\ї мистецької династії.
У нинішній експозиції Музею експонуються графічні й живописні твори Василя Кричевського, Катерини Кричевської-Росандіч, Галини Кричевської-Лінде, Оксани Лінде де Очоа, Бланки Мирослави Лінде-Дункан; унікальні архівні документи (рукописи, фотографії), що висвітлюють складні колізії життя членів родини. Окрему залу присвячено головному захопленню Василя Кричевського — народному мистецтву. Експозиція нагадує інтер'єр квартири мистця в будинку Михайла Грушевського: вона наповнена унікальними творами кераміки (зокрема опішнянської стилю модерн І третини ХХ століття), різьблення, ткацтва, вишивання, народного одягу, суголосними зі складом його колекції. Спеціальна виставка літератури висвітлює життєвий і творчий шлях мистецької родини Кричевських.
Чималу кількість експонатів для Музею передали спадкоємці Василя Кричевського зі США. Українська діаспора в різних країнах світу активно долучається до розбудови Музею мистецької родини Кричевських, як вияв повернення в Україну національних діячів, їх духовно-мистецької спадщини. Зокрема, експонується частина подарованої Об'єднанням українців Нової Зеландії збірки діаспорних видань 1945–1950-х років — останнього періоду життя Василя Кричевського.
Також на території музею експонуються ковальські роботи, що стали результатом щорічного ковальського фестивалю ВакулаФЕСТ-ХХІ, який проводиться з 2001 року.
|                                                                 |                 |                                     |                      |
| Виставка творів Михайла Китриша у приміщенні Будинку (2011 рік) | Фасад та ворота | Вигляд збоку, через колишній ставок | Задній фасад будівлі |

### Стіна гончарної слави
2011 року на фасаді будинку було відкрито «Стіну гончарної слави України». На ній встановлені бронзові меморіальні дошки, присвячені творцям і діячам української культури, які сприяли, допомагали гончарям, намагалися славити їх у світі, колекціонували їхні твори, заохочували їх до творчості та меморіальні дошки українським гончарям, які так чи інакше причетні до діяльності навчальних гончарних майстерень в Опішному, до створення світового бренду, ім'я якому — «Опішнянська кераміка»:
- Василю Кричевському
- Єлизаветі Трипільській
- Сергію Васильківському
- Опанасу Сластьону
- Зарецькому Івану
- Юрію Лебіщаку
- Остапу Ночовнику
- Петру Вауліну
- Івану Гладиревському
- Гаврилові та Явдосі Пошивайлам
- Івану Білику
- Осипу Білоскурському
- Федору Чирвенко
- Мотроні Назарчук
- Олександрі Селюченко[3]
- Леоніду Сморжу
- Віктору Василенку
- Анастасію Зайкевичу

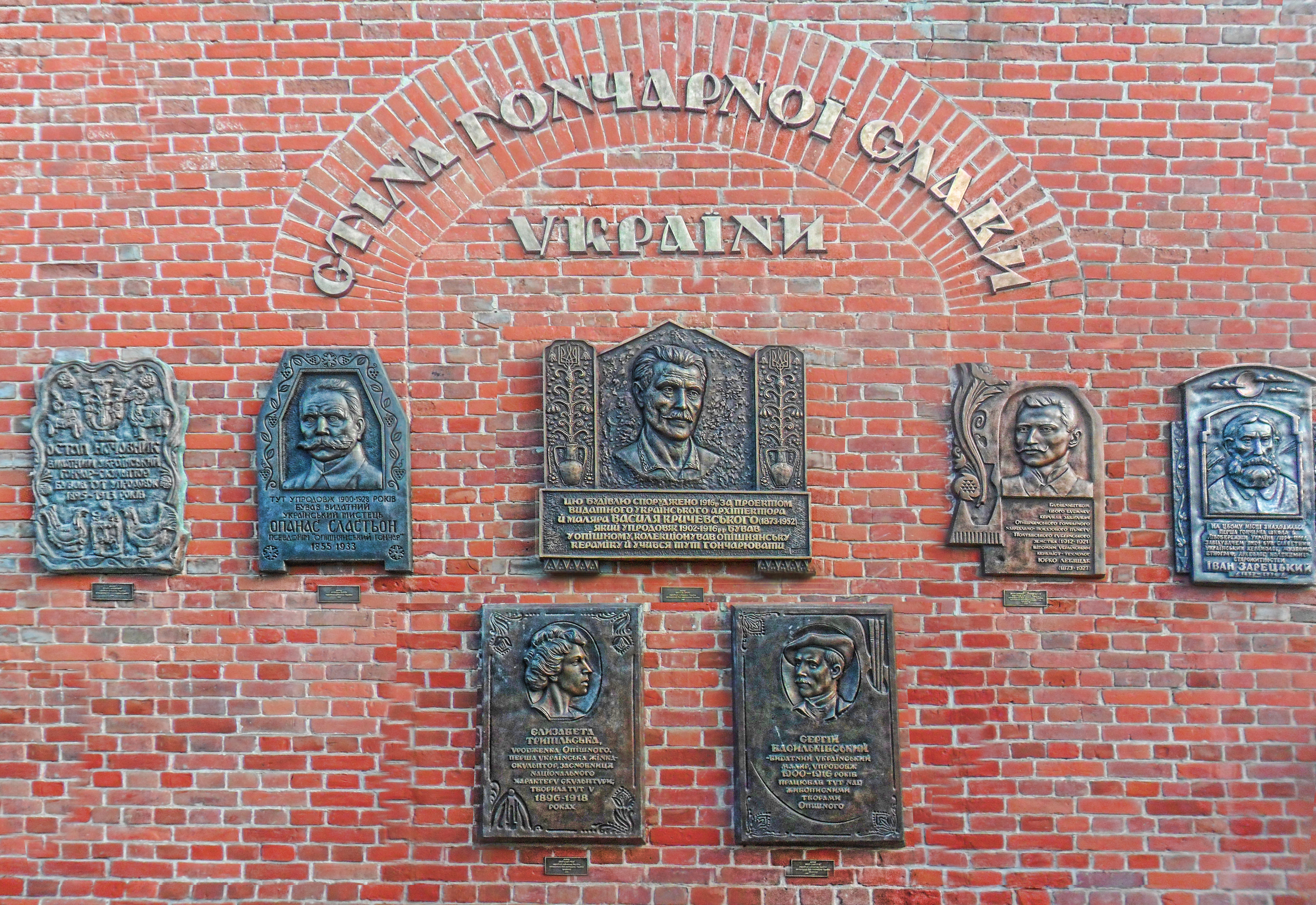
Стіна гончарної слави (станом на 2012 рік)
Остап Ночовник
Опанас Сластіон
Сергій Васильківський
Єлизавета Трипільська
Іван Зарецький
Юрій Лебіщак
Василь Кричевський